# A polgári és politikai jogok nemzetközi egyezségokmánya
A polgári és politikai jogok nemzetközi egyezségokmánya (a jogszabályban eredetileg Polgári és Politikai Jogok Nemzetközi Egyezségokmánya) az ENSZ Közgyűlése által 1966. december 16-án elfogadott egyezmény. 1976. március 23-án lépett hatályba. 2014-ig 168 állam erősítette meg, ma már a ratifikáló államok között található az Egyesült Államok és a Kínai Népköztársaság is.
Az egyezségokmányhoz tartozó Első Kiegészítő Jegyzőkönyvet, amely egyéni panaszjogot biztosít, 114 állam ratifikálta, míg a halálbüntetés eltörléséről rendelkező Második Kiegészítő Jegyzőkönyvet 36 állam erősítette meg. Magyarország 1974. január 17-én csatlakozott az Egyezségokmányhoz Archiválva 2015. november 25-i dátummal a Wayback Machine-ben, az Első Fakultatív Jegyzőkönyvet 1988. szeptember 7-én, míg a Második Fakultatív Jegyzőkönyvet 1994. február 24-én ratifikálta. Az emberi jogok egyetemes nyilatkozatához képest az egyezségokmány szövegéből hiányzik a tulajdonhoz és a menedékhez való jog. Bővült viszont a védett jogok köre a gyermek és a kisebbségi személyek jogaival.

## Összefoglaló
Az egyezségokmányban felsorolt jogok alanya az állam területén jogszerűen tartózkodó személy. Az egyezményben foglalt jogok megkülönböztethetőek aszerint, hogy meghatározott feltételek mellett korlátozhatóak-e vagy egyáltalán nem korlátozhatóak.
Eszerint a jogok három csoportra oszthatók:
1. Semmilyen körülmények között, még szükségállapot idején sem korlátozható jogok: abszolút jogok.
2. Normális körülmények között nem, szükségállapot esetén azonban korlátozható jogok.
3. Normális körülmények között korlátozható jogok.

Szükségállapot esetén sem lehet korlátozni vagy eltörölni az élethez és a jogképességhez való jogot, a kínzás, megalázó, embertelen bánásmód valamint a rabszolgaság és a szolgaság tilalmát, továbbá tiszteletben kell tartani a nullum crimen sine lege elvét. Normális körülmények között is korlátozható a véleménynyilvánítás szabadsága, az egyesülési jog, a békés gyülekezés joga, a közügyek vitelében való részvétel joga és a külföldiek szabad mozgáshoz való joga. Ezen jogok kizárólag törvényben megállapított esetekben korlátozhatóak, és akkor, ha ez a korlátozás a nemzetbiztonság, közrend, közbiztonság, közegészségügy, közerkölcs vagy mások jogainak tiszteletben tartása érdekében szükséges.

## Az egyezségokmány rendelkezései
A polgári és politikai nemzetközi egyezségokmány az Emberi Jogok Egyetemes Nyilatkozatának szerkezetét követi. 6 részből és 53 cikkből áll.

### 1. rész

#### 1. cikk
Elismeri, hogy minden népnek joga van az önrendelkezésre. E jog értelmében a népek szabadon határozzák meg politikai rendszerüket és szabadon biztosítják gazdasági, társadalmi és kulturális fejlődésüket. Céljai elérése érdekében minden nép szabadon rendelkezik természeti kincseivel és erőforrásaival. Semmilyen körülmények között sem fosztható meg valamely nép a létfenntartásához szükséges eszközeitől. Az Egyezségokmányban részes államok előmozdítják a népek önrendelkezési jogának megvalósítását, s ezt a jogot az Egyesült Nemzetek Alapokmányának rendelkezéseivel összhangban tiszteletben tartják.

### 2. rész

#### 2. cikk – 5. cikk
Az Egyezségokmányban részes, valamennyi állam kötelezi magát, hogy tiszteletben tartja és biztosítja a területén tartózkodó és joghatósága alá tartozó minden személy számára az Egyezségokmányban elismert jogokat, minden megkülönböztetés, nevezetesen faj, szín, nem, nyelv, vallás, politikai vagy más vélemény, nemzeti vagy társadalmi származás, vagyoni, születési vagy egyéb helyzet szerinti különbségtétel nélkül. Biztosítja továbbá az Egyezségokmányban meghatározott valamennyi polgári és politikai jog tekintetében a férfiak és nők egyenjogúságát. Megállapítja, hogy egyetlen rendelkezés sem ad felhatalmazást valamely személynek vagy csoportnak a benne foglalt jogok megsemmisítésére vagy megengedett mértéken túli korlátozásra.

### 3. rész

#### 6. cikk – 27. cikk
A 3. rész rendelkezik az élethez és emberi méltósághoz való jogról, mely kapcsán kimondja, hogy minden emberi lénynek veleszületett joga van az életre, e jogot a törvénynek védelmeznie kell. Senkit sem lehet életétől önkényesen megfosztani. Halálbüntetést nem lehet kiszabni a 18. életévüket be nem töltött személyek által elkövetett bűncselekmények miatt, és azt terhes nőkön nem lehet végrehajtani.
Senkit sem lehet kínzásnak, kegyetlen, embertelen, megalázó elbánásnak vagy büntetésnek alávetni.
Kimondja a rabszolgaság és szolgaság tilalmát: "Senkit sem lehet rabszolgaságban tartani; a rabszolgaság és a rabszolga-kereskedelem minden formájában tilos. Senkit sem lehet szolgaságban tartani."
Minden embernek joga van a személyes szabadsághoz, illetve a szabad mozgáshoz és a tartózkodási hely szabad megválasztásához.
A törvény előtti egyenlőségről és a nullum crimen sege elvről is rendelkezik ez a rész.
A 18. cikk kimondja, hogy mindenkinek joga van a gondolat, a lelkiismeret és a vallás szabadságára. Ez a jog magában foglalja a vallás vagy meggyőződés szabad megválasztását vagy elfogadását és azt a szabadságot, hogy vallását vagy meggyőződését vallásos cselekmények és szertartások végzése útján akár egyénileg, akár másokkal együttesen nyilvánosan vagy magánkörben kinyilváníthassa, gyakorolhassa és taníthassa. A 19. cikktől pedig rendelkezik a véleménynyilvánítás szabadságáról, a békés gyülekezési-, egyesülési- és a közügyek vitelében való részvétel jogáról.

### 4. rész

#### 28. cikk – 45. cikk
Ez a rész szabályozza az Emberi Jogi Bizottság létrehozását és működtetését, az államok időszaki jelentéstételi kötelezettségét, valamint az államközi panasz kivizsgálásának lehetőségét is.

### 5. rész

#### 46. cikk – 47. cikk
Egyértelművé teszi, hogy az Egyezségokmány egyetlen rendelkezését sem lehet úgy értelmezni, hogy az csorbítaná az Egyesült Nemzetek Alapokmányának és a szakosított intézmények alapszabályzatainak azokat a rendelkezéseit, amelyek meghatározzák az Egyesült Nemzetek különböző szerveinek és szakosított intézményeinek az Egyezségokmányban érintett kérdésekkel kapcsolatos felelősségét. Továbbá hangsúlyozza, hogy az Egyezségokmány egyetlen rendelkezését sem lehet úgy értelmezni, hogy az csorbítaná a népek veleszületett jogát arra, hogy teljes mértékben és szabadon élvezzék és felhasználják természeti kincseiket és erőforrásaikat.

### 6. rész

#### 48. cikk – 53. cikk
A 6. rész szabályozza az Egyezségokmány hatályba lépést, módosítását illetve az államok általi megerősítését.
Az Egyezségokmányt az Egyesült Nemzetek tagállamai, illetőleg bármely szakosított intézményének tagállamai, a Nemzetközi Bíróság Alapszabályában Archiválva 2015. november 25-i dátummal a Wayback Machine-ben részes államok, valamint azok az államok írhatják alá, amelyeket az Egyesült Nemzetek Közgyűlése felkért arra, hogy az Egyezségokmányban részesek legyenek. Az Egyezségokmányt meg kell erősíteni. A megerősítő okiratokat az Egyesült Nemzetek Főtitkáránál kell letétbe helyezni. Az Egyezségokmány a 35. megerősítő vagy csatlakozási okiratnak az Egyesült Nemzetek Főtitkáránál történt letétbe helyezését követő három hónap elteltével lép hatályba.Az Egyezségokmány rendelkezései a szövetségi államok minden részére bármiféle korlátozás vagy kivétel nélkül kiterjednek. Az Egyezségokmányban részes bármely állam módosítást javasolhat s annak szövegét megküldheti az Egyesült Nemzetek Főtitkárának. Az Egyezségokmányt, amelynek angol, francia, kínai, orosz és spanyol szövege egyaránt hiteles, az Egyesült Nemzetek Levéltárában kell elhelyezni.

## Az egyezségokmány végrehajtásának ellenőrzése
Az ENSZ Emberi Jogi Bizottsága, amely az emberi jogok terén elismert, 18 független szakértőből áll, rendszeresen vizsgálja, hogy a részes államok tiszteletben tartják-e a polgári és politikai jogok nemzetközi egyezségokmánya rendelkezéseit. Minden részes állam időszaki jelentéstételre kötelezett, melyet a bizottság vizsgál. A jelentések vizsgálata során a bizottság egyéb forrásokból szerzett – így például független szakértők és nem-kormányzati szervezetek által benyújtott kiegészítések, kommentárok vagy esetenként párhuzamos jelentések anyagaiból – szerzett információra is támaszkodhat. A jelentések értékelésével a bizottság konstruktív párbeszédre törekszik a vizsgált állam kormányával. Emellett az Emberi Jogi Bizottság hatásköre kiterjed az adott állammal szemben benyújtott egyéni panaszok elbírálására is.
A feltárt súlyos emberi jogi jogsértésekre a testület felhívja az ENSZ-szervek figyelmét. Államközi panasz esetén a testület fő feladata a felek közötti vita rendezése. Az egyéni panaszok esetén született végső álláspontot az érintett állam legtöbbször elfogadja. Az ilyen államnak aztán – a bizottság kérésére – be kell számolnia arról, hogy tett-e valamilyen lépést az ügyben.

## Részes államok

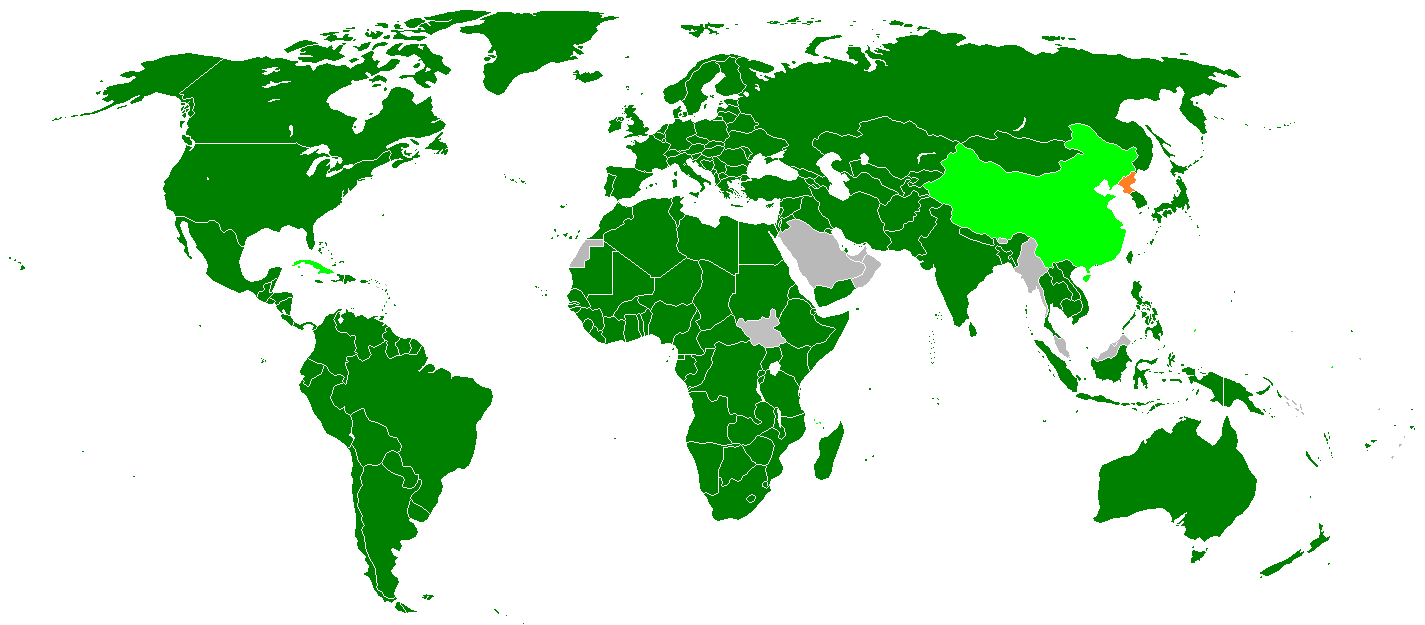
Az egyezményt aláíró országok. Sötétzöld: aláírta és ratifikálta. Világoszöld: Aláírta, de nem ratifikálta. Narancssárga: ratifikálta, de utóbb kilépett. Szürke: nem írta alá.

| Részes államok                        | Aláírás időpontja    | Ratifikáció időpontja | Hatályba lépés időpontja |
| ------------------------------------- | -------------------- | --------------------- | ------------------------ |
| Afganisztán                           | —                    | 1983. január 24.      | 1983. április 24.        |
| Albánia                               | —                    | 1991. október 4.      | 1992. január 4.          |
| Algéria                               | 1968. december 10.   | 1989. szeptember 12.  | 1989. december 12.       |
| Andorra                               | 2002. augusztus 5.   | 2006. szeptember 22.  | 2006. december 22.       |
| Angola                                | —                    | 1992. január 10.      | 1992. április 10.        |
| Argentína                             | 1968. február 18.    | 1986. augusztus 8.    | 1986. november 8.        |
| Örményország                          | —                    | 1993. június 23.      | 1993. szeptember 23.     |
| Ausztrália                            | 1972. december 18.   | 1980. augusztus 13.   | 1980. november 13.       |
| Ausztria                              | 1973. december 10.   | 1978. szeptember 10.  | 1978. december 10.       |
| Azerbajdzsán                          | —                    | 1992. augusztus 13.   | 1992. november 13.       |
| Bahama-szigetek                       | 2008. december 4.    | 2008. december 23.    | 2008. március 23.        |
| Bahrein                               | —                    | 2006. szeptember 20.  | 2006. december 20.       |
| Banglades                             | —                    | 2000. szeptember 6.   | 2000. december 6.        |
| Barbados                              | —                    | 1973. január 5.       | 1976. március 23.        |
| Fehéroroszország                      | 1968. március 19.    | 1973. november 12.    | 1976. március 23.        |
| Belgium                               | 1968. december 10.   | 1983. április 12.     | 1983. július 12.         |
| Belize                                | —                    | 1996. június 10.      | 1996. szeptember 10.     |
| Benin                                 | —                    | 1992. március 12.     | 1992. június 12.         |
| Bolívia                               | —                    | 1982. augusztus 12.   | 1982. november 12.       |
| Botswana                              | 2000. szeptember 8.  | 2000. szeptember 8.   | 2000. december 8.        |
| Brazília                              | —                    | 1992. január 24.      | 1992. április 24.        |
| Bulgária                              | 1968. október 8.     | 1970. szeptember 21.  | 1976. március 23.        |
| Burkina Faso                          | —                    | 1999. január 4.       | 1999. április 4.         |
| Burundi                               | —                    | 1990. május 8.        | 1990. augusztus 8.       |
| Kambodzsa                             | 1980. október 17.    | 1992. május 26.       | 1992. augusztus 26.      |
| Kamerun                               | —                    | 1984. január 27.      | 1984. április 27.        |
| Kanada                                | —                    | 1976. május 19.       | 1976. augusztus 19.      |
| Zöld-foki Köztársaság                 | —                    | 1993. augusztus 6.    | 1993. november 6.        |
| Közép-afrikai Köztársaság             | —                    | 1981. május 8.        | 1981. augusztus 8.       |
| Csád                                  | —                    | 1995. június 9.       | 1995. szeptember 9.      |
| Chile                                 | 1969. szeptember 16. | 1972. február 10.     | 1976. március 23.        |
| Kolumbia                              | 1966. december 21.   | 1969. október 29.     | 1976. március 23.        |
| Kongói Demokratikus Köztársaság       | —                    | 1976. november 1.     | 1977. február 1.         |
| Kongói Köztársaság                    | —                    | 1983. október 5.      | 1984. január 5.          |
| Costa Rica                            | 1966. december 19.   | 1968. november 29.    | 1976. március 23.        |
| Elefántcsontpart                      | —                    | 1992. március 26.     | 1992. június 26.         |
| Horvátország                          | —                    | 1992. október 12.     | 1993. január 12.         |
| Ciprus                                | 1966. december 19.   | 1969. április 2.      | 1976. március 23.        |
| Csehország                            | —                    | 1993. február 22.     | 1993. január 1.          |
| Dánia                                 | 1968. március 20.    | 1972. január 6.       | 1976. március 23.        |
| Dzsibuti                              | —                    | 2002. november 5.     | 2003. február 5.         |
| Dominika                              | —                    | 1993. június 17.      | 1993. szeptember 17.     |
| Dominikai Köztársaság                 | —                    | 1978. január 4.       | 1978. április 4.         |
| Kelet-Timor                           | —                    | 2003. szeptember 18.  | 2003. december 18.       |
| Ecuador                               | 1968. április 4.     | 1969. március 6.      | 1976. március 23.        |
| Egyiptom                              | 1967. augusztus 4.   | 1982. január 14.      | 1982. április 14.        |
| El Salvador                           | 1967. szeptember 21. | 1979. november 30.    | 1980. február 29.        |
| Egyenlítői-Guinea                     | —                    | 1987. szeptember 25.  | 1987. december 25.       |
| Eritrea                               | —                    | 2002. január 22.      | 2002. április 22.        |
| Észtország                            | —                    | 1991. október 21.     | 1992. január 21.         |
| Etiópia                               | —                    | 1993. június 11.      | 1993. szeptember 11.     |
| Finnország                            | 1967. október 11.    | 1975. augusztus 19.   | 1976. március 23.        |
| Franciaország                         | —                    | 1980. november 4.     | 1981. február 4.         |
| Gabon                                 | —                    | 1983. január 21.      | 1983. április 21.        |
| Gambia                                | —                    | 1979. március 22.     | 1979. június 22.         |
| Georgia                               | —                    | 1994. május 3.        | 1994. augusztus 3.       |
| Németország                           | 1968. október 9.     | 1973. december 17.    | 1976. március 23.        |
| Ghána                                 | 2000. szeptember 7.  | 2000. szeptember 7.   | 2000. december 7.        |
| Görögország                           | —                    | 1997. május 5.        | 1997. augusztus 5.       |
| Grenada                               | —                    | 1991. szeptember 6.   | 1991. december 6.        |
| Guatemala                             | —                    | 1992. május 5.        | 1992. augusztus 5.       |
| Guinea                                | 1967. február 28.    | 1978. január 24.      | 1978. április 24.        |
| Bissau-Guinea                         | 2000. szeptember 12. | 2010. november 1.     | 2011. február 1.         |
| Guyana                                | 1968. augusztus 22.  | 1977. február 15.     | 1977. május 15.          |
| Haiti                                 | —                    | 1991. február 6.      | 1991. május 6.           |
| Honduras                              | 1966. december 19.   | 1997. augusztus 25.   | 1997. november 25.       |
| Magyarország                          | 1969. március 25.    | 1974. január 17.      | 1976. március 23.        |
| Izland                                | 1968. december 30.   | 1979. augusztus 22.   | 1979. november 22.       |
| India                                 | —                    | 1979. április 10.     | 1979. július 10.         |
| Indonézia                             | —                    | 2006. február 23.     | 2006. május 23.          |
| Irán                                  | 1968. április 4.     | 1975. június 24.      | 1976. március 23.        |
| Irak                                  | 1969. február 18.    | 1971. január 25.      | 1976. március 23.        |
| Írország                              | 1973. október 1.     | 1989. december 8.     | 1990. március 8.         |
| Izrael                                | 1966. december 19.   | 1991. október 3.      | 1992. január 3.          |
| Olaszország                           | 1967. január 18.     | 1978. szeptember 15.  | 1978. december 15.       |
| Jamaica                               | 1966. december 19.   | 1975. október 3.      | 1976. március 23.        |
| Japán                                 | 1978. május 30.      | 1979. június 21.      | 1979. szeptember 21.     |
| Jordánia                              | 1972. június 30.     | 1975. május 28.       | 1976. március 23.        |
| Kazahsztán                            | 2003. december 2.    | 2006. január 24.      | 2006. április 24.        |
| Kenya                                 | —                    | 1972. május 1.        | 1976. március 23.        |
| Észak-Korea                           | —                    | 1981. szeptember 14.  | 1981. december 14.       |
| Dél-Korea                             | —                    | 1990. április 10.     | 1990. július 10.         |
| Kuvait                                | —                    | 1996. május 21.       | 1996. augusztus 21.      |
| Kirgizisztán                          | —                    | 1994. október 7.      | 1995. január 7.          |
| Laosz                                 | 2000. december 7.    | 2009. szeptember 25.  | 2009. december 25.       |
| Lettország                            | —                    | 1992. április 14.     | 1992. július 14.         |
| Libanon                               | —                    | 1972. november 3.     | 1976. március 23.        |
| Lesotho                               | —                    | 1992. szeptember 9.   | 1992. december 9.        |
| Libéria                               | 1967. április 18.    | 2004. szeptember 22.  | 2004. december 22.       |
| Líbia                                 | —                    | 1970. május 15.       | 1976. március 23.        |
| Liechtenstein                         | —                    | 1998. december 10.    | 1999. március 10.        |
| Litvánia                              | —                    | 1991. november 20.    | 1992. február 10.        |
| Luxemburg                             | 1974. november 26.   | 1983. augusztus 18.   | 1983. november 18        |
| Észak-Macedónia                       | —                    | 1994. január 18.      | 1991. szeptember 17.     |
| Madagaszkár                           | 1969. szeptember 17. | 1971. június 21.      | 1976. március 23.        |
| Malawi                                | —                    | 1993. december 22.    | 1994. március 22.        |
| Maldív-szigetek                       | —                    | 2006. szeptember 19.  | 2006. december 19.       |
| Mali                                  | —                    | 1974. július 16.      | 1976. március 23.        |
| Málta                                 | —                    | 1990. szeptember 13.  | 1990. december 13.       |
| Mauritánia                            | —                    | 2004. november 17.    | 2005. február 17.        |
| Mauritius                             | —                    | 1973. december 12.    | 1976. március 23.        |
| Mexikó                                | —                    | 1981. március 23.     | 1981. június 23.         |
| Moldova                               | —                    | 1993. január 26.      | 1993. április 26.        |
| Monaco                                | 1997. június 26.     | 1997. augusztus 28.   | 1997. november 28.       |
| Mongólia                              | 1968. június 5.      | 1974. november 18.    | 1976. március 23.        |
| Montenegró                            | —                    | 2006. október 23.     | 2006. június 3.          |
| Marokkó                               | 1977. január 19.     | 1979. május 3.        | 1979. augusztus 3.       |
| Mozambik                              | —                    | 1993. július 21.      | 1993. október 21.        |
| Namíbia                               | —                    | 1994. november 28.    | 1995. február 28.        |
| Nepál                                 | —                    | 1991. május 14.       | 1991. augusztus 14.      |
| Hollandia                             | 1969. június 25.     | 1978. december 11.    | 1979. március 11.        |
| Új-Zéland                             | 1968. november 12.   | 1978. december 28.    | 1979. március 28.        |
| Nicaragua                             | —                    | 1980. március 12.     | 1980. június 12.         |
| Niger                                 | —                    | 1986. március 7.      | 1986. június 7.          |
| Nigéria                               | —                    | 1993. július 29.      | 1993. október 29.        |
| Norvégia                              | 1968. március 20.    | 1972. szeptember 13.  | 1976. március 23.        |
| Pakisztán                             | 2008. április 17.    | 2010. június 23.      | 2010. szeptember 23.     |
| Palesztina                            | —                    | 2014. április 2.      | 2014. július 2.          |
| Panama                                | 1976. július 27.     | 1977. március 8.      | 1977. június 8.          |
| Pápua Új-Guinea                       | —                    | 2008. július 21.      | 2008. október 21.        |
| Paraguay                              | —                    | 1992. június 10.      | 1992. szeptember 10.     |
| Peru                                  | 1977. augusztus 11.  | 1978. április 28.     | 1978. július 28.         |
| Fülöp-szigetek                        | 1966. december 19.   | 1986. október 23.     | 1987. január 23.         |
| Lengyelország                         | 1967. március 2.     | 1977. március 18.     | 1977. június 18.         |
| Portugália                            | 1976. október 7.     | 1978. június 15.      | 1978. szeptember 15.     |
| Románia                               | 1968. június 27.     | 1974. december 9.     | 1976. március 23.        |
| Oroszország                           | 1968. március 18.    | 1973. október 16.     | 1976. március 23.        |
| Ruanda                                | —                    | 1975. április 16.     | 1976. március 23.        |
| Saint Vincent és a Grenadine-szigetek | —                    | 1981. november 9.     | 1981. február 9.         |
| Szamoa                                | —                    | 2008. február 15.     | 2008. május 15.          |
| San Marino                            | —                    | 1985. október 18.     | 1986. január 18.         |
| Szenegál                              | 1970. július 6.      | 1978. február 13.     | 1978. május 13.          |
| Szerbia                               | —                    | 2001. március 12.     | 1992. április 27.        |
| Seychelle-szigetek                    | —                    | 1992. május 5.        | 1992. augusztus 5.       |
| Sierra Leone                          | —                    | 1996. augusztus 23.   | 1996. november 23.       |
| Szlovákia                             | —                    | 1993. május 28.       | 1993. január 1.          |
| Szlovénia                             | —                    | 1992. július 6.       | 1992. október 6.         |
| Szomália                              | —                    | 1990. január 24.      | 1990. április 24.        |
| Dél-afrikai Köztársaság               | 1994. október 3.     | 1998. december 10.    | 1999. március 10.        |
| Spanyolország                         | 1976. szeptember 28. | 1977. április 27.     | 1977. július 27.         |
| Srí Lanka                             | —                    | 1980. június 11.      | 1980. szeptember 11.     |
| Szudán                                | —                    | 1986. március 18.     | 1986. június 18.         |
| Suriname                              | —                    | 1976. december 28.    | 1977. március 28.        |
| Szváziföld                            | —                    | 2004. március 26.     | 2004. június 26.         |
| Svédország                            | 1967. szeptember 29. | 1971. december 6.     | 1976. március 23.        |
| Svájc                                 | —                    | 1992. június 18.      | 1992. szeptember 18.     |
| Szíria                                | —                    | 1969. április 21.     | 1976. március 23.        |
| Tádzsikisztán                         | —                    | 1999. január 4.       | 1999. április 4.         |
| Tanzánia                              | —                    | 1976. június 11.      | 1976. szeptember 11.     |
| Thaiföld                              | —                    | 1996. október 29.     | 1997. január 29.         |
| Togo                                  | —                    | 1984. május 24.       | 1984. augusztus 24.      |
| Trinidad és Tobago                    | —                    | 1978. december 21.    | 1979. március 21.        |
| Tunézia                               | 1968. április 30.    | 1969. március 18.     | 1976. március 23.        |
| Törökország                           | 2000. augusztus 15.  | 2003. szeptember 23.  | 2003. december 23.       |
| Türkmenisztán                         | —                    | 1997. május 1.        | 1997. augusztus 1.       |
| Uganda                                | —                    | 1995. június 21.      | 1995. szeptember 21.     |
| Ukrajna                               | 1968. március 20.    | 1973. november 12.    | 1976. március 23.        |
| Egyesült Királyság                    | 1968. szeptember 16. | 1976. május 20.       | 1976. augusztus 20.      |
| Egyesült Államok                      | 1977. október 5.     | 1992. június 8.       | 1992. szeptember 8.      |
| Uruguay                               | 1967. február 21.    | 1967. május 21.       | 1976. március 23.        |
| Üzbegisztán                           | —                    | 1995. szeptember 28.  | 1995. december 28.       |
| Vanuatu                               | 2007. november 29.   | 2008. november 21.    | 2009. február 21.        |
| Venezuela                             | 1969 június 24.      | 1978. május 10.       | 1978. augusztus 10.      |
| Vietnám                               | —                    | 1982. szeptember 24.  | 1982. december 24.       |
| Jemen                                 | —                    | 1987. február 9.      | 1987. május 9.           |
| Zambia                                | —                    | 1984. április 10.     | 1984. július 10.         |
| Zimbabwe                              | —                    | 1991. május 13.       | 1991. augusztus 13.      |